# La Trinidad (Benguet)
La Trinidad ist eine philippinische Stadtgemeinde in der Provinz Benguet.
La Trinidad ist Sitz der Provinzregierung der Provinz Benguet.

## Geografie
La Trinidad liegt 3 km nördlich von Baguio City und 256 km nördlich von Manila. Die Stadtgemeinde grenzt im Norden an Tublay, im Süden an Baguio City und im Westen an Sablan und an Tuba.
Die Landfläche beträgt 82,74 km², was 3,16 % der Fläche der Provinz Benguet entspricht. Das Gelände ist gebirgig mit vielen Quellen, Flüssen und Bächen. Die Talsohle in La Trinidad liegt 1300 m über dem Meeresspiegel. Die Höhenlage in der Stadtgemeinde reicht von 500 m über dem Meeresspiegel bis 1700 m über den Meeresspiegel.

### Klima
La Trinidad gehört zum Bereich des Typ I Klimas nach der Klassifizierung des Corona Systems, mit ausgeprägter Trockenzeit und Regenzeit. Die Trockenzeit dauert von November bis April, die Regenzeit von Mai bis Oktober. Die Temperaturen sind kühl. Die niedrigsten durchschnittliche Temperatur wird mit 11,7 °C im Januar gemessen, die höchste mit 23,2 °C in den Monaten März, April und Mai. Die Jahresdurchschnittstemperatur liegt bei 18,6 °C. Der meiste Niederschlag mit durchschnittlich 851 mm fällt im August.

## Barangays
La Trinidad ist politisch unterteilt in 16 Baranggays. Die größten Baranggay sind Wangal mit 11,16 km², Puguis mit 10,22 km² und Alno mit 9,58 km². Das kleinste Baranggay ist Cruz mit 0,57 km².
| - Alapang - Alno - Ambiong - Bahong - Balili - Beckel - Bineng - Betag | - Cruz - Lubas - Pico - Poblacion - Puguis - Shilan - Tawang - Wangal |